# Ferrari GT4
Dino 308 GT4 і 208 GT4 (пізніше Ferrari 308 GT4 і 208 GT4) були автомобілями з центральним розташуванням двигуна V8 з посадковою формулою 2+2, побудованими Ferrari. Dino 308 GT4 був представлений у 1973 році та доповнений 208 GT4 у 1975 році. Автомобілі продавалися зі значком Dino (що продовжував марку Dino, щоб відрізнити Ferrari з V12) до травня 1976 року, коли вони отримали значок Ferrari. GT4 був замінений на Mondial 8 у 1980 році після виробництва 2826 308 GT4 і 840 208 GT4.

## Дизайн

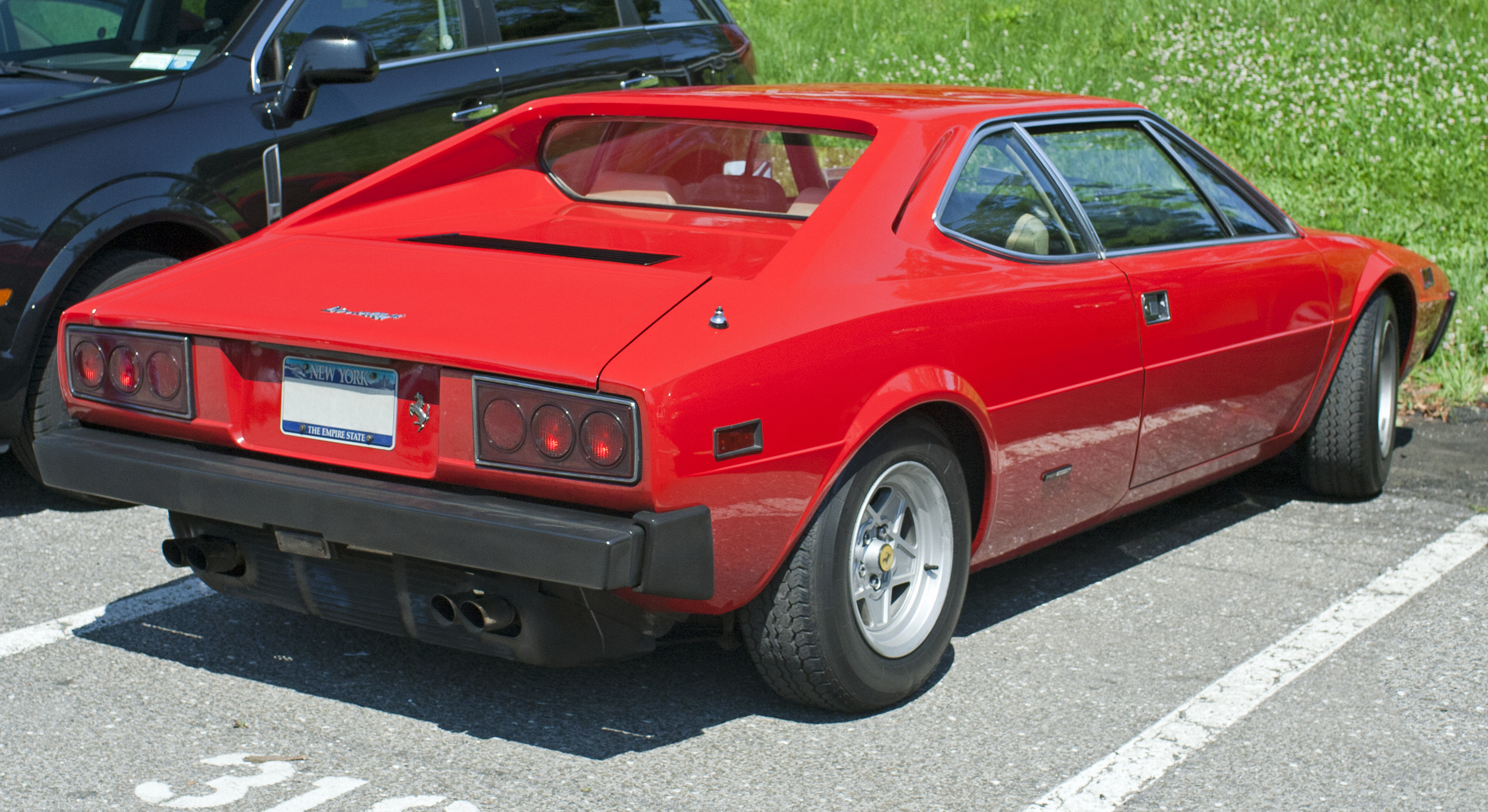

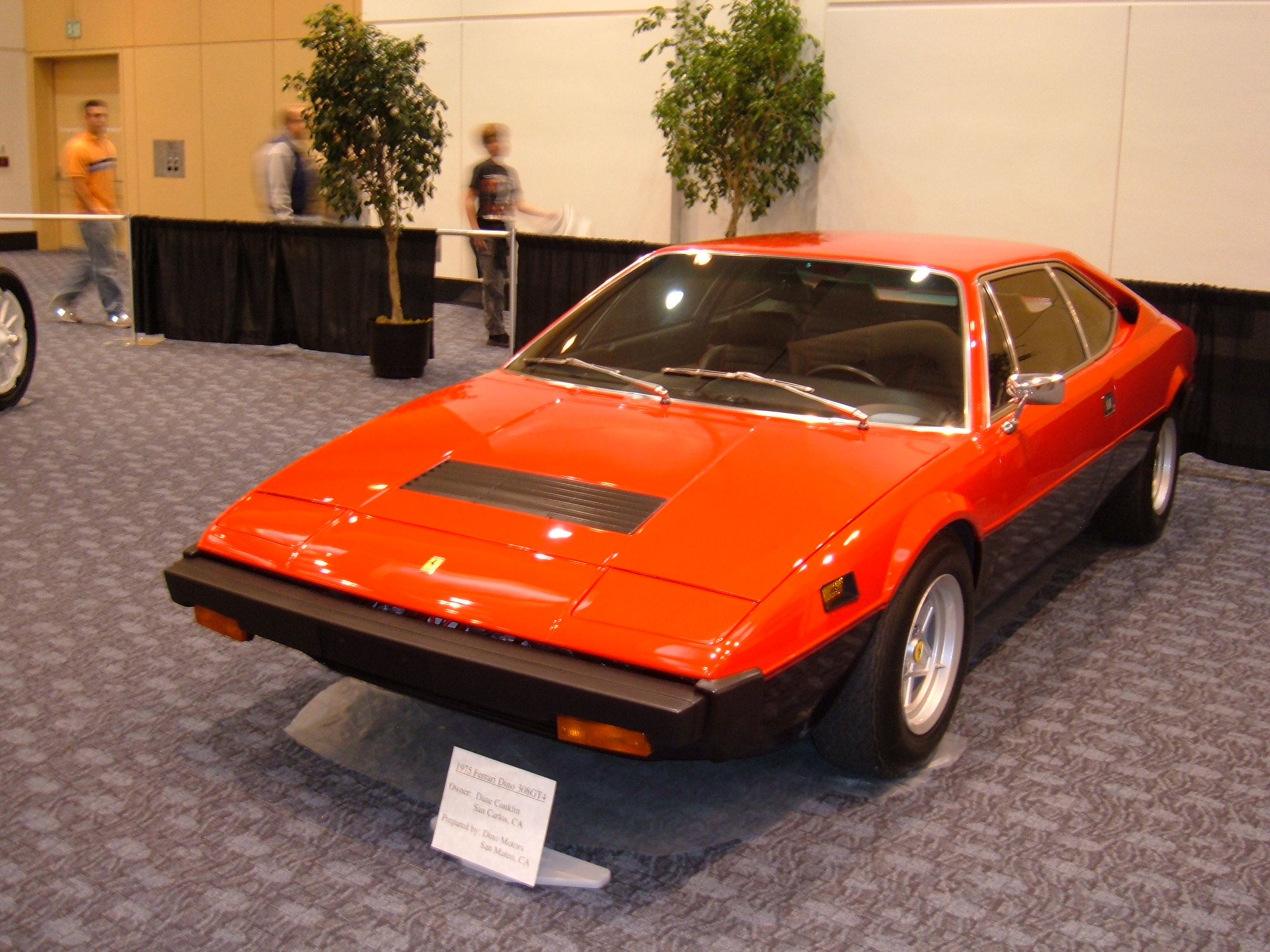
Ferrari Dino 308 GT4 для ринку США

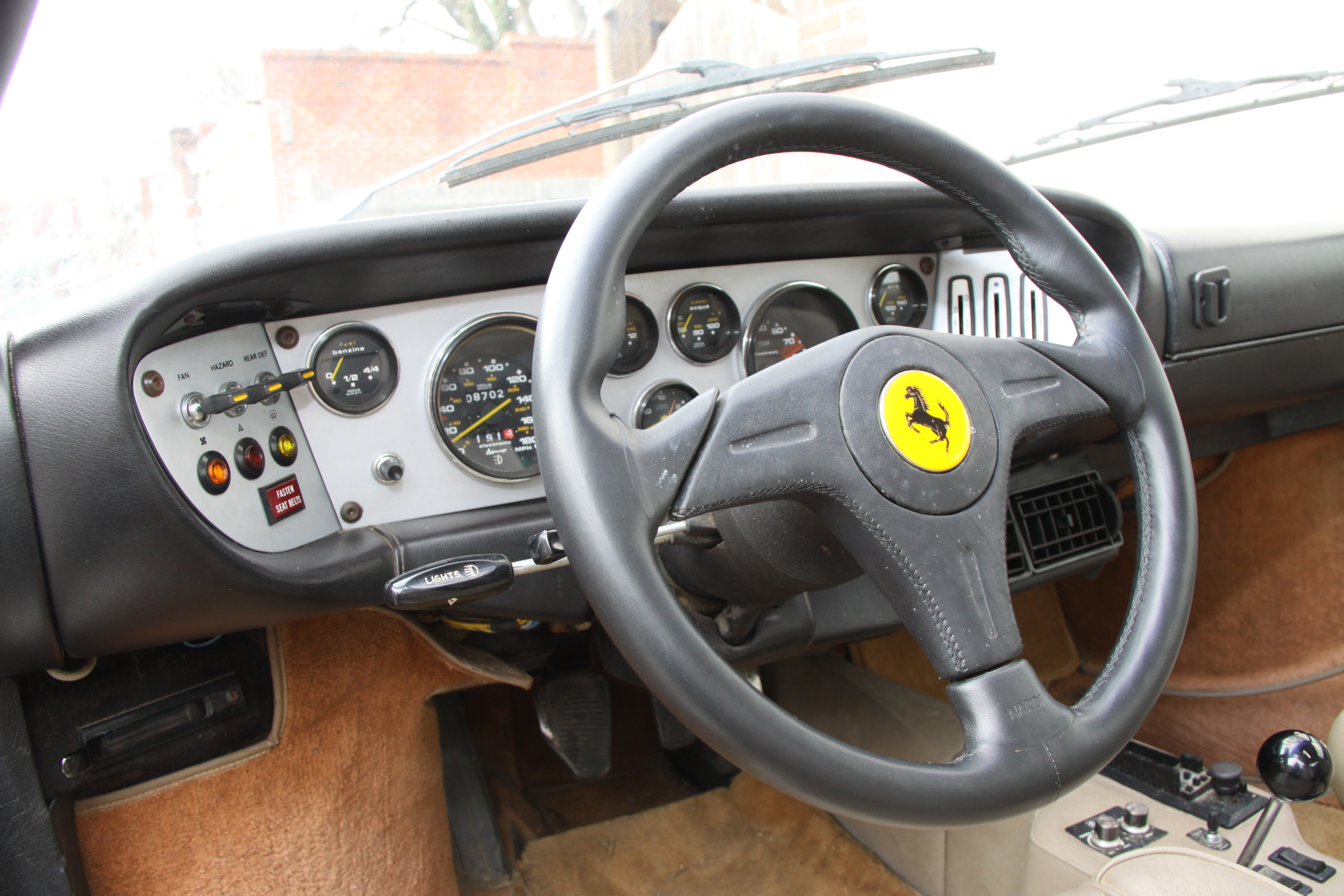

GT4 був новаторською моделлю для Ferrari у кількох аспектах: це був перший серійний Ferrari з центральним розташуванням двигуна V8, який стане основною частиною бізнесу компанії в наступні десятиліття, і був першим серійним Ferrari з кузовом, розробленим Bertone (а не Pininfarina). Pininfarina була засмучена рішенням надати дизайн міському конкуренту Bertone, враховуючи все, що вони зробили для Ferrari. Стиль мав незграбні лінії, які повністю відрізнялися від його пишного 2-місного брата, Dino 246, і викликав суперечки в той час. Деякі журналісти порівнювали його з розробленими Bertone Lancia Stratos і Lamborghini Urraco, також намальованими Марчелло Гандіні. З кабіни водій бачить тільки дорогу. Сам Енцо Феррарі взяв важливу роль у його розробці, навіть створивши макет, де він міг сидіти в машині, щоб перевірити різне розташування керма, педалей і сидінь у кабіні.

## Технічні характеристики
Шасі являло собою трубчасту простірну раму на основі Dino 246, але було розтягнуто на колісну базу 2550,20 мм (100,4 дюйма), щоб звільнити місце для другого ряду сидінь. Підвіска була повністю незалежною, з подвійними поперечними важелями, стабілізаторами поперечної стійкості, коаксіальними телескопічними амортизаторами і гвинтовими пружинами на обох осях. Є твердження, що Нікі Лауда брав участь у налагодженні підвіски, але це невірно, оскільки Лауда приєднався до Ferrari лише після запуску GT4, а остаточна специфікація була визначена за деякий час до цього. Плутанина полягає в рекламі американського імпортера Chinetti, яка помилково стверджувала про причетність Лауди.
2,9-літровий (2926,90 куб. см) V8 був встановлений поперечно, інтегрально з’єднаний з 5-ступінчастою коробкою передач. Він встановлювався 205/70VR14 Michelin XWX. Двигун мав блок і головки з алюмінієвого сплаву, 16 клапанів і подвійні верхні розподільні вали, що приводилися зубчастими пасами; він виробляв 255 к.с. (190 кВт) у європейській версії та 240 к.с. (179 кВт) в американській. Індукційна система використовувала чотири карбюратори Weber 40 DCNF.

## Двигуни
- 2.0 л Dino 90° V8 (208 GT4) 170 к.с. (127 кВт) при 7700 об/хв
- 2.9 л Dino 90° V8 (308 GT4) 240-255 к.с. (179-190 кВт)